# جاری
جاری (به لاتین: Jaare) یک منطقهٔ مسکونی در اتیوپی است.